# Cosmopterix minutella
Cosmopterix minutella là một loài bướm đêm thuộc họ Cosmopterigidae. Loài này có ở Florida.
Cá thể trưởng thành được ghi nhận từ tháng 3 tới đầu tháng 5.